# Air Atlantis
Air Atlantis – była portugalską czarterową linią lotniczą działającą od 1 maja 1985 r. do 30 kwietnia 1993 r. Jej całościowym właścicielem były linie lotnicze TAP Portugal. Do jej floty należały samoloty Boeing 727-200 oraz Boeing 737-200 i 737-300. W 1993 r. TAP Portugal zdecydował się na restrukturyzację, w wyniku której linie Air Atlantis zostały zlikwidowane.
W czasie swojej działalności oferowała loty m.in. do Amsterdamu, Bristolu, Brukseli, Dublina, Düsseldorfu, Exeter, Frankfurtu, Glasgow, Hamburga, Kopenhagi, Londynu, Manchesteru, Monachium, Newcastle, Stuttgartu, Sztokholmu i Zurychu oraz portugalskich portów lotniczych, głównie do Faro.

## Flota
| Samolot        | Ilość | Początek użytkowania | Koniec użytkowania |
| -------------- | ----- | -------------------- | ------------------ |
| Boeing 727-200 | 1     | 1986                 | 1989               |
| Boeing 737-200 | 6     | 1985                 | 1992               |
| Boeing 737-300 | 6     | 1988                 | 1993               |